# Le Petit Louvre
Ne doit pas être confondu avec Hôtel du Petit Louvre ou Hôtel du Louvre.
Pour les articles homonymes, voir Louvre.
Le Petit Louvre, ou relais des Postes Royales, est un hôtel particulier situé à La Pacaudière, en France. Il est classé monument historique en 1932 pour ses façades et toitures, complété par une inscription en totalité en 2020 et un classement en totalité en 2023.
En particulier, il est aussi protégé pour ses graffitis classés depuis le 7 mai 1986, et ses décors peints classés depuis le 27 février 1984.

## Localisation
Situé dans le département français de la Loire, sur la commune de La Pacaudière, il est au cœur de la ville au 44 place du Petit-Louvre, anciennement place de la bascule.

## Historique
Selon la tradition, le Petit Louvre aurait été un relais de chasse pour le duc Charles III de Bourbon dit le Connétable voire pour François Ier. Plus vraisemblablement, sa destination première serait un relais de poste et un somptueux logis, étape d'hébergement au service des officiers et du courrier du Roi sur le grand chemin royal de Paris à Lyon.
La bâtisse a pu également accueillir le bureau de poste (notamment en 1733) ou la brigade de la Maréchaussée (notamment en 1750). On sait qu'en 1780, Mme de Croquet de Belligny, veuve du seigneur de Beaugrand, vend le Petit Louvre à Charles Corredegoutte. En 1850, le Petit Louvre abritait le presbytère.
Actuellement, il est la propriété de la commune à la suite de deux achats, l'un en 1954, l'autre en 1967.
En 2017, une réplique est recréée sur un rond-point situé au nord de la ville.

## Description
Le Petit Louvre est une construction de style gothique Renaissance datant du premier tiers du XVIe siècle.
Sa toiture est particulièrement haute avec ses 13 mètres alors que le gros œuvre mesure 9,75 mètres de haut. Sa façade situé côté place possède une échauguette aux briques émaillées (noir, vert, jaune) reposant sur un cul-de-four en pierre blonde.
La charpente est une belle ossature de bois en chêne, possédant trois niveaux ou entraits, deux versants est et ouest, deux croupes triangulaires sud et nord, correspondant pour son volume à 1600-1700 mètres cubes et par son poids à 80 tonnes, à la carène d'un voilier trois mâts. C'est une charpente dite « charpente française à très longs chevrons » caractérisée par des aisseliers en arc qui la soutiennent.

## Les décors peints
Sur le plan ancien du XVIIe siècle, on repère une chapelle, des écuries et un nombre important de chambres.
Le couloir et l'escalier du Petit Louvre sont recouvert de graffitis dont les dates portées se situent pour l'essentiel sous le règne de François 1er, probablement recouverts par des badigeons par la suite. Ils n'ont jamais été étudiés et la seule identité quasi certaine est celle de Jacques Arcadelt, musicien qui effectua un voyage en France entre 1546 et 1547. "Les graffeurs " sont d'origines diverses et cosmopolites. Leur état de conservation est étonnant et donne a ce bâtiment de Loire une singularité supplémentaire.